# رودخانه لوکوهو
رودخانه لوکوهو (به لاتین: Lokoho River) یک رود در ماداگاسکار است که در ماداگاسکار واقع شده‌است.